# OLSR
OLSR (acrònim de Optimized Link State Routing Protocol) és un protocol d'enrutament IP (prococol internet) optimitzat per a xarxes mòbile ad hoc (MANET), el qual pot ser usat en altres xarxes sense fils ad hoc. OLSR és un protocol d'enrutament d'estat d'enllaç que utilitza els missatges hello i TC (topology control) per a descobrir l'estat de la xarxa.
L'OLSR versió 1 està descrit a RFC 3626 i l'OLSR versió 2 està descrit a RFC 7181. L'OLSR versió 2 va ser publicat l'abril del 20143 per l'IETF.

## Propietats
- OLSR manté taules de rutes de l'estat de la xarxa.
- Protocol d'estat d'enllaç similar a OSPF i IS-IS.
- Desavantatge : manca de funció per a saber la qualitat de l'enllaç QoS, els elllaços o només estan actius o passius.